# Марко Тулије Цицерон
Марко Тулије Цицерон (лат. Marcus Tullius Cicero; 3. јануар 106 — 7. децембар 43. п. н. е.) био је римски филозоф, државник, књижевник, правник, политички теоретичар и беседник.
Цицерон се сматра за једног од најсвестранијих умова античког Рима. Упознао је Римљане са најважнијим грчким филозофским учењима, створио је латински филозофски речник (у који је уложио посебан напор како би пронашао одговарајуће изразе у латинском језику за све специфичне термине из грчког филозофског вокабулара) и истакао се као лингвиста, преводилац и филозоф. Био је и успешан правник а нарочито је била импресивна његова говорничка вештина. Ипак, Цицерон је вероватно сматрао да му је политичка каријера била најважније постигнуће. У савремено доба, Цицерон је првенствено цењен због свог хуманизма те радова са филозофским и политичким темама. Разменио је и обимну кореспонденцију, посебно писма (Epistulae, сачувано их је око 900) која је упућивао својој породици и пријатељима, нарочито пријатељу Атикусу (Titus Pomponius Atticus). Ова коресподенција, односно, Цицеронова вештина рафинираног писања писама, касније ће имати велики утицај и широку примену у Европи. Корнелије Непос (Cornelius Nepos) наводи да су Цицеронова писма садржавала изузетно богатство детаља о склоностима водећих људи, манама генерала и револуцијама у власти да њиховом читаоцу није било потребно изучавање историје како би се упознали с датим временима.
Цицерон је, без сумње, био једна од најважнијих личности из целог периода античког Рима. Осим споменутих радова и вештина, заслужан је и за непроцењиво вредан опис римског друштва из бурних времена последњих дана Римске републике те је био и толико важан узор свим ауторима из I века п. н. е. да се може сматрати прототипом класичне латинске литературе.
Цицерон је дуго година имао важну улогу у политици; након што је спасао Републику од подривања Луција Сергија Катилина прозван је pater patriae (отац домовине, патрије) а за време римских грађанских ратова до краја је бранио републику која је тада била на издаху и неумитно се трансформирала у принципат (principatus) pod Августом.

## Биографија
Родио се ван Рима, на земљишту Волска, у Арпину (Arpinum), где и популар Марије. Његово презиме, Tullius, није латинско него етрурско. Цицерон је био човек из „витешког реда“ (ordo equestris). У родном Арпину његова породица, Tullii, била је повезана са другим угледним породицама ове ниже аристократије којој су припадали и Marii. Када се родио Цицерон власт његова деде, који је управљао целим имањем и породицом, још је била неокрњена. Велики унук описао је овог старца, па знамо да је овај домаћин (pater familias), слично Катону Старијем, пружао отпор туђинском, грчком утицају. Према речима Цицероновог деде, за италске домороце вреди исто што и за сиријске робове који се купују по пијацама — што боље знају грчки, то мање и ваљају. Као што ће неколико деценија доцније Хорацијев отац водити бригу o школовању и напредовању свога сина, тако и Цицеронов отац дечацима Марку и Квинту обезбеђује најбоље образовање. Преселио се са њима у Рим. Знао је да плаћени васпитачи — робови или ослобођеници — нису више довољни учитељи. Синове уводи у куће угледних аристократа римских, у ексклузивне „салоне“ где дишу ваздух високе културе и високе римске политике. Брине се o Цицеронову образовању Луције Лициније Крас, познати политичар и беседник (конзул 95. п. н. е.). Најзначајнији је за Цицероново образовање био Муције Сцевола (Mucius Scaevola, конзул 117. п. н. е.), познати правни стручњак. Цицерон се спријатељио cа Титом Помпонијем, касније званим Атик, који ће целога живота остати његов најближи пријатељ. Атик је Цицерона друга водио на предавања филозофа Федра, главара епикуровске школе у Риму. Али је Цицерон више ценио предавања академичара Филона из Ларисе, a од 87. п. н. е. у кући Цицеронова оца борави и стоичар Диодот који је умро око 60. п. н. е., пошто је Цицерона одредио за свога наследника. Kao дечак слушао је Цицерон и велике римске беседнике Марка Антонија и Луција Краса, a у деветнаестој години слуша у Риму и предавања Аполонија Молона, познатог грчког професора реторике који је имао угледну беседничку школу на острву Родосу.
У римском друштву био је скоројевић (homo novus) који је својим трудом избио у прве редове римских државника последњих дана Републике. Добио је почасну титулу „отац отаџбине“ (pater patriae) када је године 63. п. н. е. сузбио Катилинин покрет. Чиновничку каријеру (cursus honorum) претрчао је увек suo anno — сваку је службу добијао са најмањим бројем прописаних година. То доказује не само његову умешност него и његову упорност. Ова друга особина одликује га и као књижевног радника. Није га напуштала ни у последњим годинама живота када је својим Филипикама устао против свемоћног Марка Антонија. Био је частољубив и веома поносан на своје успехе, али је за то имао довољно разлога. Његов лични противник Салустије, и сам одличан стилиста, није га признавао за најречитијег Римљанина. Ту је оцену историчар Салустије, дао Катону Старијем али је Цицеронова беседничка слава далеко надмашила Катонову, a Цицеронова проза остала је кроз векове најутицајнији узор за европске књижевнике.
Имао је већ двадесет и пет година када је 81. п. н. е., пошто су аристократи са Сулом победили, почео своју адвокатску каријеру. Почео је ту каријеру успешно, али се после две године већ морао повући „из здравствених разлога“, а можда више стога што се својом одбраном Секста Роскија (80. п. н. е.) замерио Сули. Опет се дуго и темељно Цицероново образовање наставља. Путује на грчки Исток. У Атини Цицерон, који је већ 88. п. н. е. слушао у Риму академичара Филона из Ларисе, одлази сада на предавања академичара Антиоха из Аскалона.
Из филозофске школе прелази у реторску, из Атине на Родос где слуша славног професора беседништва Молона. Враћа у Рим и започиње стварно своју каријеру, са двадесет и девет година — веома касно за римске прилике, али још увек на време да сваки јавни положај стекне suo anno, у најнижој одређеној години живота.
Цицерон превазилази образовањем римске политичаре и аристократе првог реда. Али поред свег занимања за теоријска питања и научну проблематику, Цицерон је Римљанин, стран дубокој и упорној потрази за истином и сазнањима која одликује старе грчке филозофе, дајући правац и садржину целом њиховом животу. Био је такмац угледних Римљана за које је беседништво било оруђе политичке борбе, a филозофија и књижевност украс и разонода култивисаног домаћег живота.
Године 47. п. н. е. разводи се од своје жене Теренције c којом је деценије провео у браку, али се није најбоље са њом слагао већ неких десетак година. Најтежи ударац била је за Цицерона 45. године смрт његове кћери Тулије, којој је у тим годинама све веће осаме био веома близак. Сада, шездесетогодишњак упућен на мали број пријатеља, тражи као човек утеху у филозофији. Саставља на брзину филозофске списе — упола компилације — o људској срећи и судбини, o пријатељству и старости, o моралним обавезама и теолошким питањима. Не заборавља на своје политичке идеале. Из овог је периода и похвала републиканца Катона Утичког, који је 46. п. н. е. извршио самоубиство, спис Катон (Cato) на који је Цезар одговорио својим Анти-Катоном врло обзирно према Цицерону, али тим мање према Катону.
Убијен је 7. децембра 43. године п. н. е.

## Правничка и државничка каријера
Цицерон је године 75. п. н. е. квестор, 69. едил, 66. претор и 63. конзул. Тада, на врхунцу, савладава Катилинин покрет и добија највиша признања и почасти. Успех је био ванредан, a Цицерон, скоројевић међу сенаторима, политичар релативно кратког стажа, природно је склон да сва своја дела види у још већем сјају но што су га она већ имала. Досађује свету својим хвалисањем. Тражи од грчког песника Ликинија Архије, који је у песмама прослављао по поруџбини угледне римске породице, да опева и његов конзулат. Како Архија, пуних руку посла, не може да се одмах прихвати тога задатка, Цицерон седне и сам саставља спев O своме конзулату (De consulatu suo, 3. књ.) који је изгубљен. Године у јавној служби, године успона, нису остављале Цицерону времена за књижевни рад, сем беседничког. Већ пре но што је кренуо на Исток почео је, да се такмичи са најугледнијим и најславнијим беседником тадашњих римских судница, са азијанцем Квинтом Хортенсијем Хорталом. Цицерон и нешто старији Хортенсије мерили су своје снаге у неколико великих процеса заступајући противничке стране, a понекад и сарађујући. Мало помало Цицерон је за неких десет година успео да надмаши славу свога супарника и да постане први римски беседник. Разлог свакако треба тражити не само у таленту, којим је несумњиво располагао и Хортенсије, већ пре свега у широком образовању Цицероновом које му је отварало нове могућности у излагању, како и сам казује.
Брзо се успео скоројевић Цицерон до конзулата и славе. Али ускоро почиње у Цицеронову животу пад. Политичке прилике се мењају а Цицерон, који се није одликовао неким увек доследним ставом или политичким идеализмом, налази се махом на оној страни која је осуђена на пропаст. Цицерон је 5. децембра 63. године погубио присталице Катилинине. Године 59. п. н. е. повукао се из јавног живота и био је ускоро жртва измењене политичке ситуације. Почетком 58. п. н. е. донет је закон по коме је морао да оде у прогонство у Солун и Драч (Dyrrachium) али, већ му је 57. године дозвољено да се врати у Рим. Цицероново мрачно и потиштено расположење претворило се у одушевљено тријумфовање. Његовог брата Квинта послао је Помпеј као свога легата на Сардинију, a сам се Цицерон прихватио адвокатског посла. Покушавао је да наново стекне свој политички углед и улогу. Сарађивао је са сенатским опозиционарима против аграрног закона који је протурио Цезар. Али Цезар је сместа интервенисао и Цицерону је стављено до знања где му је право место и да има да се повинује. Сада је Цицерон најзад схватио свој положај. Хвали Цезара у говорима и повлачи се из редова политичких бораца. Започиње велика књижевна дела, пажљиво рађена неких пет година, од 55—52. п. н. е., дела O беседнику, O држави и O законима. Сва су она везана за политику и филозофију, изван су политичке борбе и у подручју теорије, па опет израз политичког мислиоца Цицерона. Као проконзул одлази у малоазијску провинцију Киликију где борави од лета 51. до лета 50. године старе ере.
У Риму је настала нова промена — избио је сукоб између Цезара и Помпеја, вође сенатске странке. Цицерон, који се већ једном опекао, дуго се колеба на коју би се страну окренуо. Године 49. најзад одлази у Помпејев табор у Драч. Тако се прикључио формално Помпеју, али за његову странку није чинио ништа. После пораза Помпеја код Фарсала, Цицерон је отпутовао у Брундисиј, на територију Цезарову. Цезар је после победе код Фарсала наставио рат у Египту и Малој Азији. У тешкој неизвесности Цицерон је очекивао његов повратак пуних годину дана. Али и ово време неактивности, не само политичке него и беседничке, користио је књижевник Цицерон. Када се Цезар вратио са Истока, Цицерон му је пошао у сусрет, да га поздрави, али са зебњом. Цезар га је примио c пуно пажње. Био је то један израз Цезарове програмске благости (clementia Caesaris) према безопасним политичким непријатељима. Отада Цицерон живи мирно и прилично повучено у Риму. Ретко долази у Сенат, a још ређе држи беседе — њих неколико пред Цезаром. То доба политичке неактивности од 47—45. п. н. е., када се много дружи са Вароном и, нарочито, са Брутом, опет је време књижевне продуктивности као и оно од 55—52. г.
И још ће једном, сада доиста последњи пут, Цицерон учествовати у политичкој борби. После погибије Цезарове поново ступа на политичку позорницу као противник Антонијев и саставља своје Филипике. Имао је шездесет и две године када је са великом жестином, али подједнако колебљиво као и раније, заиграо игру у којој је већ једном изгубио. Између Октавијана и Антонија, као некада између Помпеја и Цезара, Цицерон ће опет изгубити када се противници удруже. Борба је била кратка. Октавијан и Антоније стварају са Лепидом други тријумвират. Цицерона проскрибују. Он напушта Рим, колеба се неодлучан, би ли побегао у Грчку. 7. децембра 43. године п. н. е. ухватили су га и убили.

## Књижевни рад
Већ у раној младости Цицерон започиње свој књижевни рад. Састављао је песме и превео је у метру оригинала астрономски спев Аратов Небеске појаве. Тада је превео и Ксенофонтов спис O економији. Тако Цицерон, чије одлике нису биле ратничке природе, долази до образовне основе која ће га оспособити за адвокатску и политичку службу. Истовремено у њему израњају мислилачке и теоретске склоности, које свакако у знатној мери дугује хеленском утицају. Та склоност очигледна је већ у недовршеном делу o реторици познатом под именом O изналажењу тема, делу које је саставио као двадесетогодишњак. Цицерон се нарочито занима теоријом и научном проблематиком. Већ у том раном делу Цицерон гледа да савлада и среди материјал који обрађује, поводећи се притом за грчким теоретичарем Хермагором. To је први израз оне потребе Цицерона за хеленским узорима, школованог духа за дефинитивним уобличавањем и рационалним распоредом, која ће бити целог живота основа његовог уметничког дара. Та потреба и способност нашла је израз и у Цицероновој класичној прози и у композицији његових говора и дијалога, у којима су велики одсеци и снажне масе тако распоређени и рашчлањени да нису само јасни и транспарентни, већ да постају и снажни носиоци неког широког покрета и полета који са собом носи мисао беседника и слушаоца.